# Ernst Klinger
Ernst Klinger (* 1900 in Anzing; † 1962 in München) war ein deutscher Maler.

## Werdegang
Klinger studierte an der Akademie der Bildenden Künste München Malerei bei Adolf Hengeler und Angelo Jank. Ab 1929 war er Mitglied des Künstlerverbandes Juryfreie. In seinen frühen Arbeiten war er dem Stil der Neuen Sachlichkeit nahe. 1939 emigrierte er in die USA, kehrte jedoch bald darauf zurück. Im Zweiten Weltkrieg war er Kartograf bei der Luftwaffe. Seine Wohnung, sein Atelier und zahlreiche seiner Bilder wurden 1944 bei Luftangriffen auf München zerstört. 
Nach 1945 war er Mitbegründer der Neuen Gruppe in München. Ab 1949 malte er vermehrt abstrakte Kompositionen, die sich aus geometrischen Elementen zusammensetzten.